# 星形八面體
在幾何學中，星形八面體（英語：Stellated octahedron）是八面體中唯一的星形多面體，是一種二複合四面體，又稱為八角星體（英語：stella octangula、拉丁語為eight-pointed star，意為八角星），在1609時由约翰内斯·开普勒命名，然而他是位早期的幾何學家。事實上，早在1509年，卢卡·帕西奥利已經在其作品神曲中描繪了此種多面體。

## 歷史
1509年，卢卡·帕西奥利首先描述了該複合體，並將其在作品神曲中描繪。1609年约翰内斯·开普勒將其命名。埃德蒙·赫斯在1876年將其與其他複合體一同描述、提出。1974年，馬格努斯·J·溫尼爾將星形八面體歸類在溫尼爾多面體模型中並給予編號W19，並記錄於《多面體模型》中。

## 複合多面體
在幾何學中，星形八面體又被稱為二複合四面體，是一種凹多面體，屬於星形多面體，外觀看起來像兩个正四面體卡在一起。這可以被看作是多面體和星形多面體的複合體，由兩個正四面體構成，由於正四面體屬於自身對偶多面體，因此組合成的星形八面體的對偶多面體也是自己。
正八面體的星形僅有一種，即是上述由兩個正四面體構成的星形八面體。此外，此多面體也可以看做是一個三角化的八面體，但與卡塔蘭立體中的三角化八面體不同。
它可以由安排在對稱群為八面體旋轉對稱(Oh)的的幾何結構中。

## 結構
星形八面體可以用幾種方式構成：
- 這是一個關於正八面體的星形多面體，部分結構與正八面體共用。（見 溫尼爾模型W19.）

| 立體圖 | 星狀平面 | 星狀圖是正八面體，以黃色星狀平面表示 |

- 也可以將兩個正四面體交錯卡在一起構成（一個正四面體和它的對偶四面體構成）
- 也可藉由正八面體透過Kleetope變換構成，即在正八面體的每個面上加入角錐。這種結構與卡塔蘭立體中的三角化八面體有著相同的拓樸結構。
- 它與是立方體的所有割面共用相同的頂點排佈。

| 立方體的所有三角形割面可構成星形八面體 | 立方體的其中一個三角形割面以紅色表示 |

## 文化
- 角色扮演游戏《Fate/Grand Order》中的圣晶石。
- VOCALOID 4声库“星尘”手上托着的小星星是星形八面体形状。
- 奇迹暖暖“云空之境”活动的羁绊之辰[4]。

## 延伸閱讀
- Wenninger, Magnus. . Cambridge University Press. 1974. ISBN 0-521-09859-9.

## 外部連結
- 埃里克·韦斯坦因. . MathWorld.
- 埃里克·韦斯坦因. . MathWorld.
- Klitzing, Richard. . bendwavy.org.